# 日本映画製作者連盟
一般社団法人日本映画製作者連盟（にほんえいがせいさくしゃれんめい、略称：映連、英語：MPPA−Motion Picture Producers Association of Japan）は、松竹・東宝・東映・角川映画の映画製作配給大手4社が構成する業界団体である。会長は島谷能成（東宝社長）。元経済産業省所管。

## 概要
- アカデミー国際長編映画賞（旧称：アカデミー外国語映画賞）日本代表作品の選出を行う[1]。

| 年度 | 回     | 委員長   | 委員                                                           | 出典    |
| ---- | ------ | -------- | -------------------------------------------------------------- | ------- |
| 2021 | 第94回 | 市山尚三 | 諏訪敦彦、加藤正人、浜田毅、恩田泰子、坂野ゆか[2]、関口裕子[3] | [4]     |
| 2022 | 第95回 | 市山尚三 | 諏訪敦彦、加藤正人、浜田毅、恩田泰子[5]、坂野ゆか、関口裕子    | [6]     |
| 2023 | 第96回 | 富山省吾 | 平山秀幸、石川慶、田中幸子、柳島克己、坂野ゆか、勝田友巳[7]    | [8]     |
| 2024 | 第97回 | 富山省吾 | 平山秀幸、田中幸子、柳島克己、勝田友巳                         | [9][10] |
- 「日本映画産業統計」を発表する。
- 私的録画補償金管理協会の会員団体である。
- 文化庁芸術祭が主催する「日本映画名作鑑賞会」の製作を協同組合日本映画製作者協会とともに、東京国立近代美術館フィルムセンターの協力のもとに行う。
- 「アジア太平洋映画祭」に参加する。

## 略歴
- 1945年12月1日 - 映画製作者連合会として発足。
- 1947年3月 - 日本映画連合会に改称。
- 1955年12月 - 通商産業省（現・経済産業省）の社団法人として認可を受ける。
- 1957年6月 - 社団法人日本映画製作者連盟に改組して発足。当時の加盟会社は松竹・東宝・大映・東映・新東宝・日活の6社だった。
- 2002年11月 - 大映が徳間書店から角川ホールディングスに親会社変更されたことにより、新会社である角川大映映画（後に角川ヘラルド映画と統合して角川映画、角川書店、現在の株式会社KADOKAWA）が会員となる。
- 2010年4月 - 一般社団法人日本映画製作者連盟に改組。

## 城戸賞
新人脚本家の発掘を目的とした、映連「城戸賞運営委員会」が主催する賞である。1974年12月1日（映画の日）に制定された。